# Kahane Cooperman
Kahane Cooperman é uma cineasta americano e produtora de televisão americana. Como reconhecimento, foi nomeada ao Oscar 2017 na categoria de Melhor Documentário em Curta-metragem por Joe's Violin.